# Nevskij Prospekt
Nevskij Prospekt (russisk: Не́вский проспе́кт) er navnet på hovedgaden i Sankt  Petersborg i Rusland. Den er 25 meter bred og fire kilometer lang og strækker sig fra admiralitetet til Aleksandr Nevskij Lavra. Gaden blev planlagt af Peter den Store som starten på en vej til Novgorod og Moskva.
Gaden er en af Ruslands mest kendte gader og er blandt andet kendt for fremragende arkitektur på mange af bygningerne langs vejen, indkøbscentre med godt vareudvalg, gode hoteller og ellers alt hvad en centrumgade har at byde på.